# Wilhelm Diedrich
Wilhelm Diedrich (* 6. Oktober 1925 in Wethen; † 22. Februar 1986 in Diemelstadt) war ein deutscher Maler.

## Leben
Wilhelm Diedrich studierte von 1947 bis 1950 privat bei dem Maler und Grafiker Hugo Alfred Edelhoff. 1954/55 studierte er bei dem Tier- und Jagdmaler Antonius von Schorlemmer in Willebadessen und bei dem Landschaftsmalers Willi Tillmans in Kleinern. In dieser Zeit nahm er die Malerei der Düsseldorfer Malerschule auf. Weitere Studien unternahm Diedrich bei Prof. Konrad Dröse an der FH Lippe. Es entstanden stimmungsvolle Landschaften des Waldecker und Warburger Landes, aber auch Jagdmotive. Studienreisen führten ihn ab 1970 nach Österreich und Ungarn; ab 1975 folgten Studienaufenthalte auf der Insel Sylt.

## Ausstellungen
- 1958: Schloss Waldeck[1]
- 1976: Kurverwaltung, Westerland/Sylt[1]
- 1978: Kurverwaltung, Bad Meinberg[1]
- 1979: Kurverwaltung, Bad Lippspringe[1]
- 1983: Stadthalle, Arolsen-Mengeringhausen[1]